# Список лінійних кораблів та крейсерів, затоплених у Другій світовій війні
Список лінійних кораблів та крейсерів, затоплених у Другій світовій війні — впорядкований у хронологічному порядку перелік лінійних кораблів та лінійних крейсерів усіх держав-учасниць Другої світової війни, що загинули в боях та битвах, або були затоплені з різних обставин. Загалом був потоплений 31 лінійний корабель та лінійний крейсер флотів семи країн.

## Зміст
Втрати поділяють так:

### Країни Осі
- Імперський флот Японії — 11 кораблів
- Крігсмаріне — 5 кораблів
- Королівські військово-морські сили Італії — 2 кораблі

### Антигітлерівська коаліція
- Королівський військово-морський флот Великої Британії — 6 кораблів
- Військово-морські сили Франції — 4 кораблі
- Військово-морські сили США — 2 кораблі
- Військово-морський флот СРСР — 1 корабель

## Список, затоплених у бою
| №  | Корабель            | Тип                   | Дата              | Належність                        | Ким потоплений                                                         | Місце                             | Обставини | Статус               | Прим.                                                                                    |
| -- | ------------------- | --------------------- | ----------------- | --------------------------------- | ---------------------------------------------------------------------- | --------------------------------- | --- | -------------------- | ---------------------------------------------------------------------------------------- |
| 1  | «Роял Оак»          | типу «Рівендж»        | 14 жовтня 1939    | Королівський ВМФ Великої Британії | німецький підводний човен                                              | на рейді Скапа-Флоу               | Торпедною атакою німецького підводного човна U-47 капітан-лейтенанта Гюнтера Пріна з трьох носових торпедних апаратів; торпеди влучили в кормову частину, де містились артилерійські льохи. Лінкор затонув, загинуло 833 англійських моряків                     | Затонув              |                                                                                          |
| 2  | «Адмірал граф Шпеє» | типу «Дойчланд»       | 17 грудня 1939    | Крігсмаріне                       | британські крейсери спричинили пошкодження; рішення про самозатоплення | поблизу Монтевідео                | Після отриманих у битві біля Ла-Плати з крейсерами «Ексетер», «Аякс» і «Акіліз» пошкоджень був затоплений капітаном корабля | Затоплений екіпажем  | за деякою кваліфікацією вважається важким крейсером («кишеньковим» лінкором)             |
| 3  | «Бретань»           | типу «Бретань»        | 3 липня 1940      | Військово-морські сили Франції    | британські крейсери                                                    | Французький Алжир: Мерс-ель-Кебір | Під час атаки британського флоту на Мерс-ель-Кебір корабель був уражений чотири рази, вибухнув, перегорнувся і потонув; загинуло 997 моряків | Затонув              |                                                                                          |
| 4  | «Конте ді Кавур»    | типу «Конте ді Кавур» | 12 листопада 1940 | Королівські ВМС Італії            | британська авіація                                                     | Таранто                           | затоплений торпедоносцями Fairey Swordfish під час нападу на Таранто | Затонув              |                                                                                          |
| 5  | «Худ»               | типу «Адмірал»        | 24 травня 1941    | Королівський ВМФ Великої Британії | німецькі кораблі                                                       | Атлантичний океан                 | У бою в Данській протоці накрило залпом «Бісмарка», після чого стався потужний вибух, який розірвав крейсер навпіл. Крейсер затонув за три хвилини, загинуло 1415 осіб                                                                                           | Затонув              |                                                                                          |
| 6  | «Бісмарк»           | типу «Бісмарк»        | 27 травня 1941    | Крігсмаріне                       | британські кораблі та авіація                                          | Атлантичний океан                 | В ході переслідування британським флотом після 100 хвилин запеклого бою затоплений екіпажем внаслідок комбінованого ураження артилерійськими снарядами, влучання торпед і пожежі, що сталася на борту                                                            | Затоплений екіпажем  |                                                                                          |
| 7  | «Марат»             | типу «Севастополь»    | 23 вересня 1941   | ВМФ СРСР                          | німецька авіація                                                       | Кронштадт                         | Під час нальоту авіації Люфтваффе потоплений німецьким льотчиком-асом Гансом Руделем з III./StG 2, при цьому носова частина корабля була повністю зруйнована; загинуло 326 осіб                                                                                  | Затонув              | Згодом був частково відновлений і використовувався як плавуча батарея                    |
| 8  | «Барем»             | типу «Куїн Елізабет»  | 25 листопада 1941 | Королівський ВМФ Великої Британії | німецький підводний човен                                              | Середземне море                   | Торпедований німецьким підводним човном U-331 поблизу Соллума, в результаті вибухнув від детонації боєзапасу при перекиданні; загинуло 862 моряки | Затонув              |                                                                                          |
| 9  | «Аризона»           | типу «Пенсильванія»   | 7 грудня 1941     | Військово-морські сили США        | японська авіація                                                       | Перл-Гарбор                       | Потоплений під час нападу на Перл-Гарбор японської палубної авіації; загинуло 1177 людей | Затонув              | На місці загибелі створений меморіал                                                     |
| 10 | «Оклахома»          | типу «Невада»         | 7 грудня 1941     | Військово-морські сили США        | японська авіація                                                       | Перл-Гарбор                       | Потоплений під час нападу на Перл-Гарбор японської палубної авіації; загинуло 429 людей | Затонув              |                                                                                          |
| 11 | «Ріпалс»            | типу «Рінаун»         | 10 грудня 1941    | Королівський ВМФ Великої Британії | японська авіація                                                       | Південнокитайське море            | Потоплений у ході бою біля Куантана японськими торпедоносцями G4M; загинуло 508 людей | Затонув              |                                                                                          |
| 12 | «Принц Уельський»   | типу «Кінг Джордж V»  | 10 грудня 1941    | Королівський ВМФ Великої Британії | японська авіація                                                       | Південнокитайське море            | Потоплений у ході бою біля Куантана японськими бомбардувальниками G3M та торпедоносцями G4M; загинуло 327 людей | Затонув              |                                                                                          |
| 13 | «Хіей»              | типу «Конґо»          | 13 листопада 1942 | Імперський флот Японії            | американські кораблі та авіація                                        | Гуадалканал                       | В ході морської битви за Гуадалканал неодноразово уражений вогнем американських крейсерів «Сан-Франциско» та «Портленд», торпедами есмінця «Стеретт» та атаками літаків B-17 «Летюча фортеця» «Евенджер», «Донтлес»; загинуло 188 моряків                        | Затонув              |                                                                                          |
| 14 | «Кірішіма»          | типу «Конґо»          | 15 листопада 1942 | Імперський флот Японії            | американські кораблі                                                   | Саво (Соломонові острови)         | У морській битві за Гуадалканал обстріляний впритул американським лінкором «Вашингтон», внаслідок пошкоджень, яких зазнав, затоплений екіпажем; загинуло 212 моряків                                                                                             | Затонув              |                                                                                          |
| 15 | «Рома»              | типу «Літторіо»       | 9 вересня 1943    | Королівські ВМС Італії            | німецька авіація                                                       | Сардинія                          | Атакований у протоці Боніфачо поблизу острову Асінара радіокерованими протикорабельними ракетами Fritz X, запущеними німецькими бомбардувальниками Do 217 KG 100; загинуло 1326 осіб                                                                             | Затонув              |                                                                                          |
| 16 | «Шарнгорст»         | типу «Шарнгорст»      | 26 грудня 1943    | Крігсмаріне                       | британські кораблі                                                     | Нордкап                           | Зазнав фатальних пошкоджень у бою біля Нордкапа від вогню британських лінкора «Дюк оф Йорк» і крейсерів «Норфолк» та «Ямайка»; загинуло 1 930 членів екіпажу | Затонув              |                                                                                          |
| 17 | «Мусасі»            | типу «Ямато»          | 24 жовтня 1944    | Імперський флот Японії            | американська авіація                                                   | Сібуян                            | У морській битві в затоці Лейте піддався масованим атакам торпедоносців, пікіруючих бомбардувальників та винищувачів SB2C «Хеллдайвер», TBF «Евенджер» і F6F «Хелкет», у корабель влучило 19 торпед та 17 бомб, внаслідок чого він затонув; загинуло 1023 людини | Затонув              |                                                                                          |
| 18 | «Ямасіро»           | типу «Фусо»           | 25 жовтня 1944    | Імперський флот Японії            | американські кораблі                                                   | Сурігао                           | У сутичці в протоці Сурігао під час морської битви в затоці Лейте багаторазово уражений вогнем семи американських лінійних кораблів і крейсерів, унаслідок чого затонув; загинуло 1626 чоловіків                                                                 | Затонув              |                                                                                          |
| 19 | «Фусо»              | типу «Фусо»           | 25 жовтня 1944    | Імперський флот Японії            | американські кораблі та авіація                                        | Сурігао                           | У сутичці в протоці Сурігао під час морської битви в затоці Лейте уражений торпедами та бомбами американської палубної авіації та торпедами есмінця «Мелвін», унаслідок чого розвалився навпіл та затонув; загинуло 1620 людей                                   | Затонув              |                                                                                          |
| 20 | «Тірпіц»            | типу «Бісмарк»        | 12 листопада 1944 | Крігсмаріне                       | британські кораблі та авіація                                          | Тромсе                            | Уражений при проведенні операції «Катехізм» двома надважкими бомбами типу «Толлбой» британських важких бомбардувальників «Ланкастер»; від 950 до 1204 моряків загинуло                                                                                           | Затонув              | У 1950-х роках піднятий на поверхню і розрізаний на металобрухт                          |
| 21 | «Конґо»             | типу «Конґо»          | 21 листопада 1944 | Імперський флот Японії            | американський підводний човен                                          | Тайванська протока                | Торпедований американським підводним човном «Сілайон»; понад 1200 членів екіпажу загинуло | Затонув              |                                                                                          |
| 22 | «Ямато»             | типу «Ямато»          | 7 квітня 1945     | Імперський флот Японії            | американська авіація                                                   | Східнокитайське море              | За дві години бою лінкор, атакований американськими палубними літаками, отримав до 10 влучень торпед і 13 влучень авіабомб, вийшов з ладу, згодом стався вибух носового погребу артилерії і корабель затонув; 3061 член екіпажу загинув                          | Затонув              |                                                                                          |
| 23 | «Сетцу»             | типу «Каваті»         | 24 липня 1945     | Імперський флот Японії            | американська авіація                                                   | Етадзіма                          | У ході авіаційного нальоту серйозно пошкоджений атакою американських палубних літаків F6F «Хеллкет» у Етадзіма | Посаджений на мілину | У 1947 році був піднятий з дна і розібраний на метал                                     |
| 24 | «Ісе»               | типу «Ісе»            | 28 липня 1945     | Імперський флот Японії            | американська авіація                                                   | Куре                              | У ході авіаційного нальоту після 8 бомбових ударів і великої кількості близьких розривів лінкор затонув біля заводської стінки в Куре | Затонув              | 1946 році піднято і до кінця року розібраний у Харімі                                    |
| 25 | «Хюга»              | типу «Ісе»            | 28 липня 1945     | Імперський флот Японії            | американська авіація                                                   | Куре                              | У ході авіаційного нальоту зазнав від 10 до 17 бомбових ударів, серйозно пошкоджений виведений на мілину, де посаджений на ґрунт; загинуло понад 200 людей | Посаджений на мілину | 1946-1947 роках піднято та перероблено на метал в сухому доці на військовій верфі в Куре |

## Список, затонулих внаслідок катастрофи
| № | Корабель | Тип           | Дата          | Належність             | Ким потоплений | Місце              | Обставини                                                                 | Статус  | Прим.                                |
| - | -------- | ------------- | ------------- | ---------------------- | -------------- | ------------------ | ------------------------------------------------------------------------- | ------- | ------------------------------------ |
| 1 | «Муцу»   | типу «Нагато» | 8 червня 1943 | Імперський флот Японії |                | Хіросімська затока | Загинув унаслідок вибуху артилерійських льохів. Загинув 1121 член екіпажу | Затонув | Корабельна катастрофа з вини екіпажу |

## Список, затоплених навмисно
| № | Корабель    | Тип                  | Дата              | Належність                        | Ким потоплений     | Місце            | Обставини | Статус              | Прим. |
| - | ----------- | -------------------- | ----------------- | --------------------------------- | ------------------ | ---------------- | --- | ------------------- | ----- |
| 1 | «Дюнкерк»   | типу «Дюнкерк»       | 27 листопада 1942 | Військово-морські сили Франції    | французький екіпаж | Тулон            | Затоплений силами французьких офіцерів та матросів за наказом Адміралтейства режиму Віші, щоб уникнути захоплення нацистською Німеччиною кораблів, що стояли на рейді Тулонської військово-морської бази | Затоплений екіпажем |       |
| 2 | «Прованс»   | типу «Бретань»       | 27 листопада 1942 | Військово-морські сили Франції    | французький екіпаж | Тулон            | Затоплений силами французьких офіцерів та матросів за наказом Адміралтейства режиму Віші, щоб уникнути захоплення нацистською Німеччиною кораблів, що стояли на рейді Тулонської ВМБ                     | Затоплений екіпажем |       |
| 3 | «Страсбург» | типу «Дюнкерк»       | 27 листопада 1942 | Військово-морські сили Франції    | французький екіпаж | Тулон            | Затоплений силами французьких офіцерів та матросів за наказом Адміралтейства режиму Віші, щоб уникнути захоплення нацистською Німеччиною кораблів, що стояли на рейді Тулонської ВМБ                     | Затоплений екіпажем |       |
| 4 | «Центуріон» | типу «Кінг Джордж V» | 7 червня 1944     | Королівський ВМФ Великої Британії | британський екіпаж | Плацдарм «Омаха» | Навмисно затоплений для створення штучної бухти «Малберрі» на необладнаному узбережжі Нормандії при проведенні операції «Оверлорд»                                                                       | Затоплений екіпажем |       |
| 5 | «Гнейзенау» | типу «Шарнгорст»     | 28 березня 1945   | Крігсмаріне                       | німецький екіпаж   | Гогенхафен       | Затоплений на вході до військово-морської бази в Гогенхафені як блокшип | Затоплений екіпажем |       |